# Kurek szary
Kurek szary (Eutrigla gurnardus) – gatunek ryby skorpenokształtnej z rodziny kurkowatych (Triglidae), jedyny przedstawiciel rodzaju Eutrigla. Poławiana jako ryba konsumpcyjna.

## Występowanie
Północno-wschodni Ocean Atlantycki wzdłuż wybrzeży Europy i Afryki, Morze Śródziemne, Czarne i Bałtyckie. Zasiedla najczęściej piaszczyste, rzadziej kamieniste podłoże, od brzegu do głębokości ok. 140 m.

## Charakterystyka
Dorasta do 60 cm długości, zwykle jednak nie przekracza 50 cm. Żywi się skorupiakami i rybami.